# Џон Левен
Џон Ентони Вудс (енгл. John Anthony Woods; Солсбери, 24. децембар 1941), познат под уметничким именом Џон Левен (енгл. John Levene), британски је глумац. Левен је најпознатији по улози наредника Бентона у научно-фантастичној серији Доктор Ху.